# Rizzuola
La rizzuola è una specialità della cucina palermitana. Si tratta di un pezzo di tavola calda fritto, simile all'iris ma ripieno  di un ragù di carne e piselli: è, pertanto, una versione fritta della ravazzata.

## Preparazione
Si prepara un ragù di carne con piselli e lo si lascia raffreddare. Si prepara la pasta brioche impastando la farina con acqua, lievito, strutto e un po' di zucchero e si lascia lievitare. Si divide quindi l'impasto in palline, che vengono stese formando dei dischi. Si adagia il ragù al centro di ogni disco, che si chiude bene dandogli una forma sferica. Si inumidiscono i rizzuoli e si passano nel pan grattato, quindi si friggono in olio di arachidi. 